# Wymore (Nebraska)
Wymore es una ciudad ubicada en el condado de Gage en el estado estadounidense de Nebraska. En el Censo de 2010 tenía una población de 1457 habitantes y una densidad poblacional de 295,61 personas por km².

## Geografía
Wymore se encuentra ubicada en las coordenadas 40°7′19″N 96°39′51″O / 40.12194, -96.66417. Según la Oficina del Censo de los Estados Unidos, Wymore tiene una superficie total de 4.93 km², de la cual 4.85 km² corresponden a tierra firme y (1.58%) 0.08 km² es agua.

## Demografía
Según el censo de 2010, había 1457 personas residiendo en Wymore. La densidad de población era de 295,61 hab./km². De los 1457 habitantes, Wymore estaba compuesto por el 95.33% blancos, el 0.14% eran afroamericanos, el 0.75% eran amerindios, el 0% eran asiáticos, el 0% eran isleños del Pacífico, el 1.44% eran de otras razas y el 2.33% pertenecían a dos o más razas. Del total de la población el 2.4% eran hispanos o latinos de cualquier raza.